# Дидрихсон, Василий Фёдорович
Василий Фёдорович Дидрихсон (13 (25) марта 1851 — 17 июля 1930) — российский электротехник, сотрудник А. Н. Лодыгина.

## Биография
Дидрихсон предложил тщательную герметизацию и вакуумирование стеклянной ламповой колбы и предложил использовать в ней несколько (до 4-х) нитей накаливания таким образом, что в случае перегорания одной из них, автоматически начинала работать следующая. С этого момента лампы стали гореть не 30 минут, а 400 часов. Кроме того он разработал способ получения угольных нитей из древесных волокон. В 1875 году лампы Дидрихсона были впервые в мире применены в Петербурге для длительного освещения магазина Флорана. 
Через год Дидрихсон передал Эдисону на отзыв несколько своих ламп. Под впечатлением дидрихсоновского изобретения Эдисон «вытащил» у Моргана 60 тысяч долларов на разработку американской электролампы нового типа и сделал её, во многом позаимствовав у Дидрихсона принципы получения угольных нитей и тщательного вакуумирования. 
Что касается Дидрихсона, то, не получив поддержки у российского правительства, он поступил на службу механиком телеграфного дела и изобретательством более не занимался.
Большую часть жизни Дидрихсон занимал должность механика Одесского телеграфа. Был одним из членов стачечного комитета почтово-телеграфных работников в конце 1905 года. Также В. Ф. Дидрихсон был организатором одесского общества «Эсперанто». 
В Одессе, в доме № 9, где жил Дидрихсон — по Староинститутской улице (ныне — улица Дидрихсона) — установлена мемориальная доска.